# Ditadura militar portuguesa

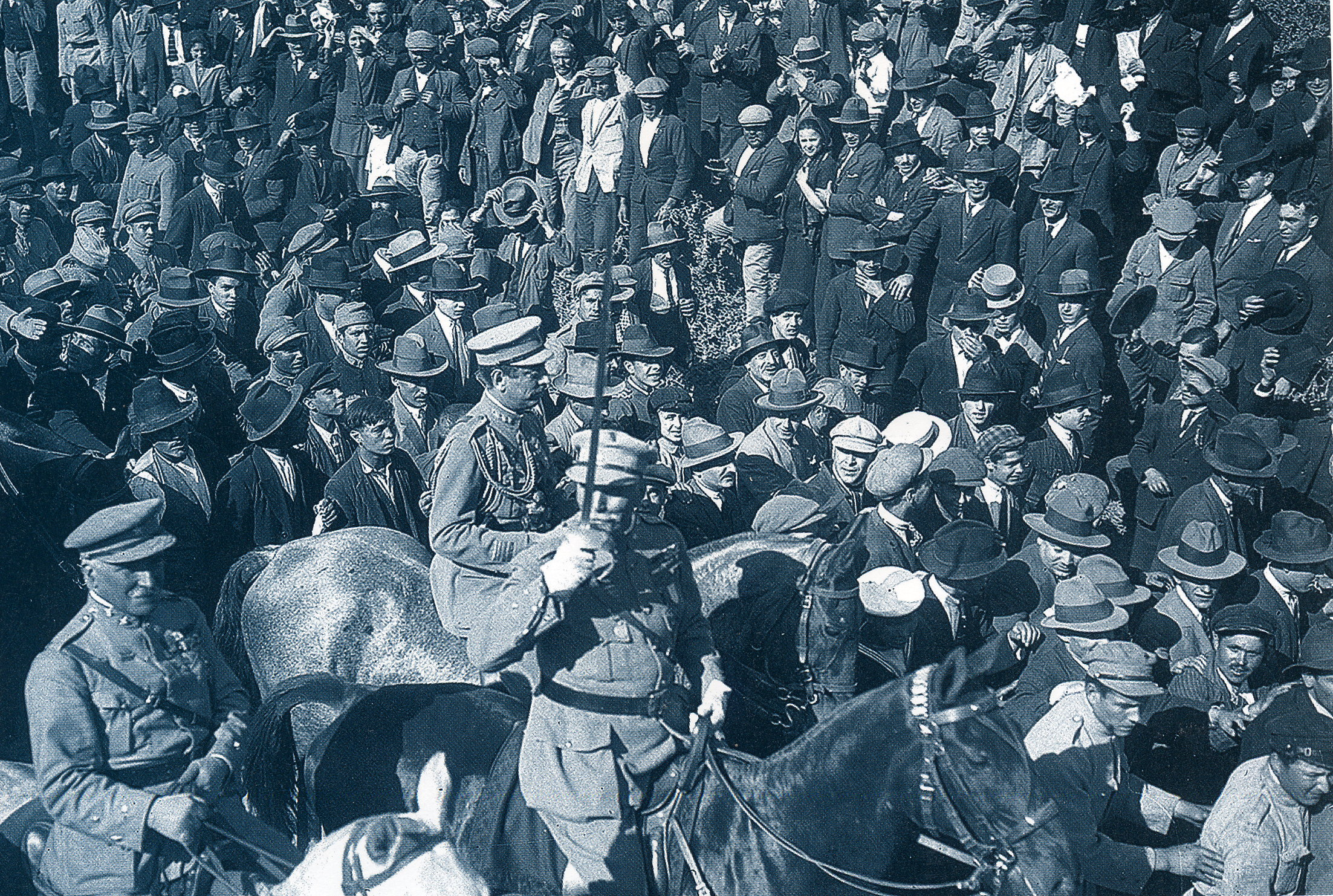
Gomes da Costa e as suas tropas desfilam vitoriosos em Lisboa (6 de junho de 1926)

Designou-se por Ditadura Militar o período ditatorial que se seguiu à Revolução de 28 de maio de 1926. Sobre a sua duração, existem duas perspectivas:
- De 1926 a 1928: entre a data do golpe militar de 28 de maio de 1926 e a eleição de Óscar Carmona para presidente da República, em 25 de março de 1928;
- De 1926 a 1933: entre a data do golpe militar de 28 de maio de 1926 e a entrada em vigor da Constituição portuguesa de 1933, que institucionaliza o Estado Novo,[4] ou Segunda República Portuguesa.[5]

Entre 1928 e 1933, há quem defina este período de Ditadura Nacional.

## O regime
A Ditadura Militar teve início com a publicação, em 16 de Novembro de 1926, de um decreto ditatorial que nomeou o general Carmona para presidente da República, interinamente. Após a dissolução do parlamento, os militares ocuparam as posições principais nos órgãos de governação.
Foi um período que uniu todos os partidos que anteriormente lutavam entre si, devido à forte repressão policial. Estes partidos resolveram mostrar o seu descontentamento, enviando uma declaração conjunta às embaixadas dos Estados Unidos, Inglaterra e França, em janeiro de 1927, informando que não reconheceriam qualquer acto financeiro efectuado pelo Estado português sem a aprovação do Congresso. Como represália a estas atitudes dos partidos, aqueles que assinaram a declaração foram presos e enviados para Cabo Verde, sem direito a julgamento.

## Revoltas contra o regime
Em 11 de setembro de 1926, dá-se uma primeira tentativa de revolta, por parte dos militares, em Chaves, liderada pelo capitão Alfredo Chaves. A 8 de outubro, nova tentativa de golpe, no entanto fracassado, pelo coronel João de Almeida, fiel a Gomes da Costa, e que pretendia derrubar Carmona.
A 3 de fevereiro de 1927, nova revolta contra o Governo. É uma revolta militar e civil da esquerda republicana contra a Ditadura instituída, que tem lugar na cidade do Porto, liderada pelo General Sousa Dias. Poucos dias mais tarde, a 7 de fevereiro, a mesma revolta ocorre em Lisboa, comandada pelo Tenente da Armada Agatão Lança. Ambas as revoltas são fortemente reprimidas pelas forças do Governo, causando centenas de mortos e feridos; outras centenas de revoltosos são presos e enviados para os Açores, Madeira, Guiné, Cabo Verde e Angola. Estes acontecimentos dão origem à criação de várias organizações de apoio à Ditadura, como a Confederação Académica da União Nacional e a Milícia Lusitana.
Uns meses mais tarde, em agosto, dá-se uma nova revolta de direita levada a cabo por membros do Integralismo lusitano, que ficou conhecida por o Golpe dos Fifis (Filomeno da Câmara e Fidelino de Figueiredo, Henrique Galvão, Alfredo de Morais Sarmento, David Neto e António Ferro), também sem sucesso. Também a partir do estrangeiro se faziam esforços por derrubar o regime ditatorial, nomeadamente de Paris. Nesta cidade francesa, é organizada a Liga de Paris.

## Economia
Ao nível económico, as dificuldades herdadas da Primeira República, juntamente com a incompetência técnica do novo governo, vão-se sentindo de forma cada vez mais preocupante. É então ponderado um pedido de empréstimo externo, a que a Liga de Paris se opôs. No entanto, esse empréstimo era visto de forma diferente por duas importantes personalidades da época: por um lado, o general Sinel de Cordes, ministro das Finanças, defendia sem margem para dúvida o empréstimo; por outro lado, um professor de Finanças da Universidade de Coimbra, António de Oliveira Salazar, tinha uma posição diferente, defendendo que não era necessário recorrer a um empréstimo externo para resolver a difícil situação financeira de Portugal. O empréstimo não chega a ser feito pois as condições exigidas eram inaceitáveis (controlo internacional das Finanças portuguesas pela Sociedade das Nações), e porque havia a percepção de que se poderiam perder as colónias para o seu pagamento. O resultado final deste episódio é o pedido de demissão de Sinel de Cordes, e o convite a Salazar para a pasta das Finanças.

## Factos marcantes

### 1926
- 17 de junho: golpe de Estado liderado por Gomes da Costa contra Mendes Cabeçadas; é criada a Polícia de Segurança Pública, depois de uma reestruturação dos Corpos de Polícia Cívica de Lisboa e Porto;
- outubro: definição das bases para a administração colonial;
- 22 de junho: é estabelecida a censura à Imprensa. A Polícia Cívica impõe regras de liberdade de expressão aos jornais, facto que se irá manter até ao 25 de abril de 1974;
- 11 de setembro: tentativa de revolta em Chaves;
- 16 de novembro: Carmona assume, interinamente, a presidência da República.

### 1927
- fevereiro: revoltas militares e civis, no Porto e Lisboa; as sedes do PCP são encerradas nestas cidades;
- 16 de fevereiro: Criação da Liga de Defesa da República (Liga de Paris);
- março: travessia nocturna do Atlântico Sul;
- 10 de março: é criada a revista Presença;
- 26 de março: é criada, no Porto, a Polícia Especial;
- 26 de abril: primeira Volta a Portugal em Bicicleta organizada pelo jornal Diário de Notícias e pela revista Sports. O desporto arrastava cada vez mais as multidões, sendo o ciclismo um dos mais seguidos;
- 29 de abril: são inauguradas as carreiras aéreas entre Portugal e Espanha;
- setembro: é criada a Colónia Balnear d'O Século, cujo objectivo era oferecer férias a um grupo de crianças pobres de Lisboa;
- 12 de agosto: revolta da ala direita, conhecida como Revolta dos Fifis;
- novembro: Salazar inicia a publicação de uma série de artigos no Novidades, nos quais critica fortemente a política seguida por Sinel de Cordes;
- 1 de novembro: a Confederação Geral do Trabalho é ilegalizada;
- 1 de dezembro: Manifestação de estudantes em Lisboa contra o regime;
- O sistema de ensino primário sofre alterações, sendo reduzido de seis para quatro anos;
- Aristides de Sousa Mendes é nomeado cônsul em Vigo;[10]
- Criação da Companhia Portuguesa de Tabacos e da Tabaqueira.

### 1928
- 17 de março: é criada a Polícia de Informação do Ministério do Interior;
- 25 de março: Óscar Carmona é eleito presidente da República por sufrágio directo;
- 27 de abril: António de Oliveira Salazar toma posse como ministro das Finanças no governo do general José Vicente de Freitas.